# Andreas Hörtnagl
Andreas Hörtnagl (né le 28 novembre 1942 à Matrei am Brenner) est un politicien autrichien.

## Biographie
Andreas Hörtnagl fut maire de la commune Gries am Brenner de 1980 à 1992. Il est connu pour son conflit avec son prédécesseur Jakob Strickner, qui se vantait dans le journal allemand « Bunte » d’avoir aidé Josef Mengele à fuir en Italie en traversant la « Rattenlinie ». Le maire Hörtnagl avait honte du comportement de son prédécesseur et s’est excusé auprès des survivants de l’Holocauste.
En 1991, le maire Hörtnagl a fondé, d’après la suggestion de l’évêque Reinhold Stecher, la première « L’Arche »  dans sa commune Gries am Brenner. C'est une communauté de handicapés et non-handicapés en Autriche. Après avoir décidé que Gries am Brenner serait la première commune autrichienne à accueillir 20 réfugiés de Roumanie, il n’a plus été réélu, mais l’université et le diocèse d'Innsbruck ont honoré son engagement.
En 1992, il a fondé avec Andreas Maislinger le Service autrichien en mémoire de l'holocauste et a donc offert aux jeunes autrichiens la possibilité de coopérer avec des lieux commémoratifs de l’Holocauste  à l’étranger. Depuis 2000, il est directeur général adjoint du service autrichien à l’étranger.